# Schochenspitze
La Schochenspitze est une montagne qui s’élève à 2 069 m d’altitude dans les Alpes d'Allgäu, en Autriche.